# Серр-Вичфински, Огюст де
Огюст де Серр-Вичфински (фр. Auguste de Serres-Wieczffinski; 28 июня 1841, Байонна — 22 августа 1900, Париж) — французский железнодорожный инженер.
Сын поляка и француженки. Изучал дорожное строительство в парижской Политехнической школе и Национальной школе мостов и дорог. С 1867 г. занимал руководящие должности в Обществе Австрийской государственной железной дороги. В 1870—1871 гг., в период Франко-прусской войны, исполнял обязанности секретаря при Леоне Гамбетта. Затем вернулся в Австрию, с 1875 г. директор по строительству, с 1883 г. председатель совета директоров Общества Австрийской государственной железной дороги. Под руководством де Серра построены линии железных дорог от Нойтры до Топольчан, от Тренчина до Жилины, от Темешвара до Оршовы и др. С 1890 г. в отставке.
Кавалер Ордена Железной короны III степени (1878) и кавалерского креста Ордена Франца Иосифа (1884).
Был женат (с 1885 г.) на пианистке Каролине Монтиньи-Ремори.